# Guy Bonnet
Guy Bonnet (Avinhão, 1945 – 8 de janeiro de 2024) foi um autor, compositor e cantor francês.
Bonnet escreveu a letra e compôs a música da canção La source interpretada por Isabelle Aubret no Festival Eurovisão da Canção 1968, que terminou m 3º lugar.
Ainda para esse Festival Eurovisão da Canção representou a França como intérprete duas vezes: no Festival Eurovisão da Canção 1970 com a canção Marie-Blanche, e no Festival Eurovisão da Canção 1983 ele defendeu as cores gaulesas com a canção Vivre (Viver).
Ele escreveu e compôs canções par numerosos artistas como Mireille Mathieu, Sylvie Vartan, Franck Fernandel, Massilia Sound System, entre muitos outros.
Foi também autor, compositor e intérprete de canções em língua provençal, língua na qual publicou um grande número de canções quer canções originais como adaptações ( Les lettres de mon moulin de Alphonse Daudet, Charles Trenet, Pierre Perret, Jacques Brel, Charles Aznavour, Raymond Levesque, entre outros. Guy Bonnet escreveu também uma pastoral moderna: La Pastorale des enfants de Provence